# Kronos : Le Soulèvement des machines
Pour les articles homonymes, voir Singularity (homonymie).
Pour plus de détails, voir Fiche technique et Distribution.
Kronos : Le Soulèvement des machines (Singularity) est un film suisse réalisé par Robert Kouba, sorti en 2017.

## Synopsis
Créée par une grande entreprise de technologie voulant exterminer les problèmes de la terre, une IA nommée Kronos décide que l'humanité est la menace principale pour la planète et entreprend un plan d'extermination. 97 ans plus tard, il ne reste qu'une poignée de survivants. Un lieu revient dans toutes les langues, Aurora. Un jeune homme, quelque peu différent des autres, et une jeune femme, se mettent en quête de trouver cet abri loin de l'extermination.

## Fiche technique
- Titre : Kronos : Le Soulèvement des machines
- Titre original : Singularity
- Réalisation : Robert Kouba
- Scénario : Robert Kouba et Sebastian Cepeda
- Musique : Tobias Enhus (en) et Scott Kirkland
- Photographie : Jesse Brunt et Sebastian Cepeda
- Montage : Robert Kouba et Kyle Tekiela
- Production : Sebastian Cepeda et Robert Kouba
- Société de production : Calanda Pictures, Vantis Pictures et Voltage Pictures (en)
- Pays :  Suisse et  États-Unis
- Genre : Action, aventure, drame et science-fiction
- Durée : 92 minutes
- Dates de sortie : 
  -  Suisse : 3 novembre 2017
  -  France : 19 avril 2020

## Distribution
- Julian Schaffner : Andrew Davis
- John Cusack : Elias Van Dorne
- Carmen Argenziano : Damien Walsh
- Eileen Grubba : Veronica Davis
- Jeannine Michèle Wacker (de) : Calia
- Pavlo Bubryak : Cassiem

## Production
Sous le titre de travail Aurora - Twisted Robot Love Story, le film a été financé à hauteur de 100 000 dollars sur Kickstarter. Le film a été tourné en 2013 mais les scènes avec John Cusack ont été ajoutées plus tard.

## Accueil
Jason Pirodsky pour The Prague Reporter a critiqué les erreurs de continuité du film et l'ajout d’un personnage, interprété par John Cusack, qui n'interagit pas avec les autres personnages du film.